# Mano būstas
UAB Mano būstas ist ein  Unternehmen  in Litauen. UAB "Mano būstas" bietet Dienstleistungen von  Facilitymanagement an die Bewohner in allen litauischen Großstädten (Vilnius, Kaunas, Klaipėda, Šiauliai, Panevėžys, Alytus), in Palanga, Radviliškis, in der Rajongemeinde Šilutė.
Das Konzernunternehmen hat einen großen Marktanteil in Litauen. Unter Kunden sind große Geschäftsbanken, Einzelhandelsketten, Investmentfonds, die Telekommunikationsunternehmen; darunter  „Philip Morris Lietuva“, „Umega“, IKI-Handelszentren von „Palink“,  „Maxima LT“, „Ozantis“, „AB Swedbank“ und andere. Der Hauptsitz des Unternehmens befindet sich in Naujamiestis, Vilnius.

## Geschichte
Es wurde 2007 in Šnipiškės (Konstitucijos prospektas 7) errichtet. Seit Juli 2013  betreut es 10 Solarparks in Kaunas, Vilnius, Klaipėda und Utena. Die Gesamtkapazität dieser Anlagen beträgt 5,75 MW. Der größte Park von den überwachten Objekten befindet sich im Bezirk Kaunas, im Dorf Gailušiai. 2014 erhielt als erstes litauisches Unternehmen das  Energiemanagement-Zertifikat ISO 50001:2001.